# Pomorzany (hromada)
Pomorzany – hromada wiejska w rejonie złoczowskim obwodu lwowskiego Ukrainy. Siedzibą hromady są Pomorzany.
Hromadę utworzono w ramach reformy decentralizacji w 2020 roku.

## Miejscowości hromady
W skład hromady wchodzi 1 osiedle typu miejskiego i 20 wsi.

- Pomorzany – osiedle typu miejskiego, siedziba hromady
- Bohutyn
- Bubszczany
- Czyżów
- Koropczyk
- Koropiec
- Krasnosielce
- Kropiwna
- Kulby
- Machnowce
- Nadilne
- Nestiuki
- Pidhirja
- Polany
- Remizowce
- Rozdoriżne
- Snowicz
- Szpikłosy
- Torhów
- Zagóra
- Żuków